# برايان براون (لاعب كرة سلة)
برايان براون (بالإنجليزية: Brian Brown)‏ (و. 1979  م) هو لاعب كرة سلة أمريكي، ولد في بروكلين، مركز لعبه هو هجوم خلفي.

## روابط خارجية
- برايان براون على موقع كرة السلة الأوروبية.كوم (الإنجليزية)
- برايان براون على موقع كلية كرة السلة في سبورتس رفرنس.كوم (الإنجليزية)
- برايان براون على موقع ريلجم (الإنجليزية)
- برايان براون على موقع بروبوليرز (الإنجليزية)
- برايان براون على موقع سبورتس رفرنس (الإنجليزية)
- برايان براون على موقع سبورتس رفرنس (الإنجليزية)